# تنبو غربی
تنبو غربی روستای کوچکی از توابع بخش کوشکنار شهرستان پارسیان در استان هرمزگان واقع در جنوب ایران. این روستای در ۳ کیلومتری سمت مغرب روستای تنبو شرقی واقع شده‌است.

## محدوده تنبو غربی
از شمال سواحل، از جنوب کوه، از مغرب
الخره، و از سمت مشرق به تنبو شرقی محدود می‌گردد.